# Tore Nordin
Tore Ingvar Nordin, född 11 maj 1932, död 14 december 2023, var är en svensk ingenjör. Han arbetade på Asea/ABB/Adtranz från 1958 till 1997. Från 1969 till sin pensionen 1997 var han överingenjör med ansvar för konstruktion och utveckling av elektriska lok, rullande materiel och höghastighetståg. 1980 fick Tore Nordin guldmedalj av Kungliga Ingenjörsvetenskapsakademien för sitt utvecklingsarbete inom området tyristorstyrda lok och höghastighetståg på konventionella spår.
Noterbart var Nordins utveckling och framtagande av Rc-loket under 1960-talet. Det som skiljer Rc-loket från tidigare modeller är att det är tyristorstyrt. Det innebär att de separatmagnetiserade likströmsmotorerna, tack vare tyristorstyrningen, kan regleras steglöst. Lokserien blev en stor exportsuccé för Asea och Sveriges största lokserie någonsin. Asea levererade lok till bland annat Österrike, Norge, Australien, USA, Iran och Sydafrika under senare delen av 1900-talet.
Nordin har författat och medförfattat ett antal böcker, däribland "Svenska Ellok", utgiven 1998 som Svenska Järnvägsklubbens skriftserie nr 67, "Svenska Elmotorvagnar" utgiven 2003 i Svenska Järnvägsklubbens skriftserie nr 76, samt "X 2000 Enklare än flyget. Snabbare än tåget", utgiven 2012 i Svenska Järnvägsklubbens skriftserie nr 86.
Tore Nordin är begravd på Landskrona kyrkogård.